# Campomanesia anemonea
É uma espécie de Campomanesia, nativa do Brasil.

## Sinônimos
A espécie não apresenta sinônimos segundo o Reflora.

## Morfologia e Distribuição
Árvore nativa da Floresta Pluvial e Ombrófila Mista, com casca fissurada com sulco fundo. Folhas de tamanho entre 7.5 e 12 compr. (cm) mais da metade das folhas, com domácia presente, de base aguda/arredondada, margem revoluta e pecíolo desenvolvido. Inflorescência em posição axilar, tipo dicásio trifloro. Flor com sépalas triangulares, de botão-floral aberto com 5 lobos, com 5 pétalas, bractéola persistentes até frutos quando maduro. Fruto de cor verde, imaturo, e amarelo, quando maduro, de 1-4 sementes por fruto.